# چرنگکوف اوپاتووسکی
چرنگکوف اوپاتووسکی (به لهستانی:  Czerników Opatowski) یک روستا در لهستان است که در گمینا اوپاتوو (استان اشوی‌داشکسیه) واقع شده‌است. چرنگکوف اوپاتووسکی ۱۸۰ نفر جمعیت دارد.